# Christian Radich
Christian Radich är en tremastad fullriggare, byggd av Framnæs Mekaniske Værksted i Sandefjord i Norge och levererad den 17 juni 1937. Ägare är Stiftelsen Skoleskipet Christian Radich, bildad efter en donation från ryttmästaren, trävaruhandlaren och skeppsredaren Christian Radich (1822–1898).
Fartyget är byggt i klinkat stål, anropssignalen är LJLM, hemmahamnen är Oslo och dess IMO-nummer är 5071729. Fartyget är klassat av Det Norske Veritas, DNV, och dess klassning är +1A1, E0.
Skeppet är 62,5 meter (205 fot) långt, med en total längd på 73 meter (239,5 fot), inklusive bogspröt, och har en maximal bredd på 9,7 meter. Djupgåendet är 4,7 meter och deplacementet på 1050 ton. Vid maskindrift är maxfarten 12 knop, men under segling kan hon komma upp i 14 knop.
Den fasta besättningen består av omkring 18 personer. Utöver dessa finns plats för 88 kadetter/medseglare.
Fartyget byggdes ursprungligen som skolfartyg för utbildning av sjöfolk till den norska handelsflottan. År 1940 blev hon konfiskerad av tyska marinen som använde henne som logementsfartyg. Vid ett bombangrepp i Flensburg blev hon sänkt, men bärgades efter krigsslutet och bogserades till Sandefjord där hon iståndsattes på nytt, till rätt stora kostnader, och återinsattes i skolningstjänst. Sedan 1999 har dock den huvudsakliga verksamheten varit chartertrafik med betalande medseglare.

## Fartyget i media
Cristian Radich användes i Windjammer samt i tv-serien Onedinlinjen